# Hvide Sande
Hvide Sande (AFI /ˈviːðə ˈsanə/) è un centro abitato della costa occidentale della Danimarca, situata sullo Holmsland Klit, il cordone litorale che separa il fiordo di Ringkøbing dal Mare del Nord. Da un punto di vista amministrativo fa parte del comune di Ringkøbing-Skjern, nella regione dello Jutland Centrale.
Hvide Sande è il quinto porto peschereccio più importante della Danimarca. Il vivace ambiente portuale, le pescherie e gli affumicatoi attirano anche molti turisti.

## Geografia
Hvide Sande si trova a circa 25 km da Ringkøbing. La costa occidentale, affacciata sul mare del Nord, è caratterizzata da dune sabbiose alte fino a 25 metri mentre la costa orientale, affacciata sul fiordo, è costituita da prati e paludi salmastre.

## Origine del nome
Il nome della città portuale deriva dall'unione dell'aggettivo hvid, bianco e della parola sande che significa striscia di sabbia.

## Storia

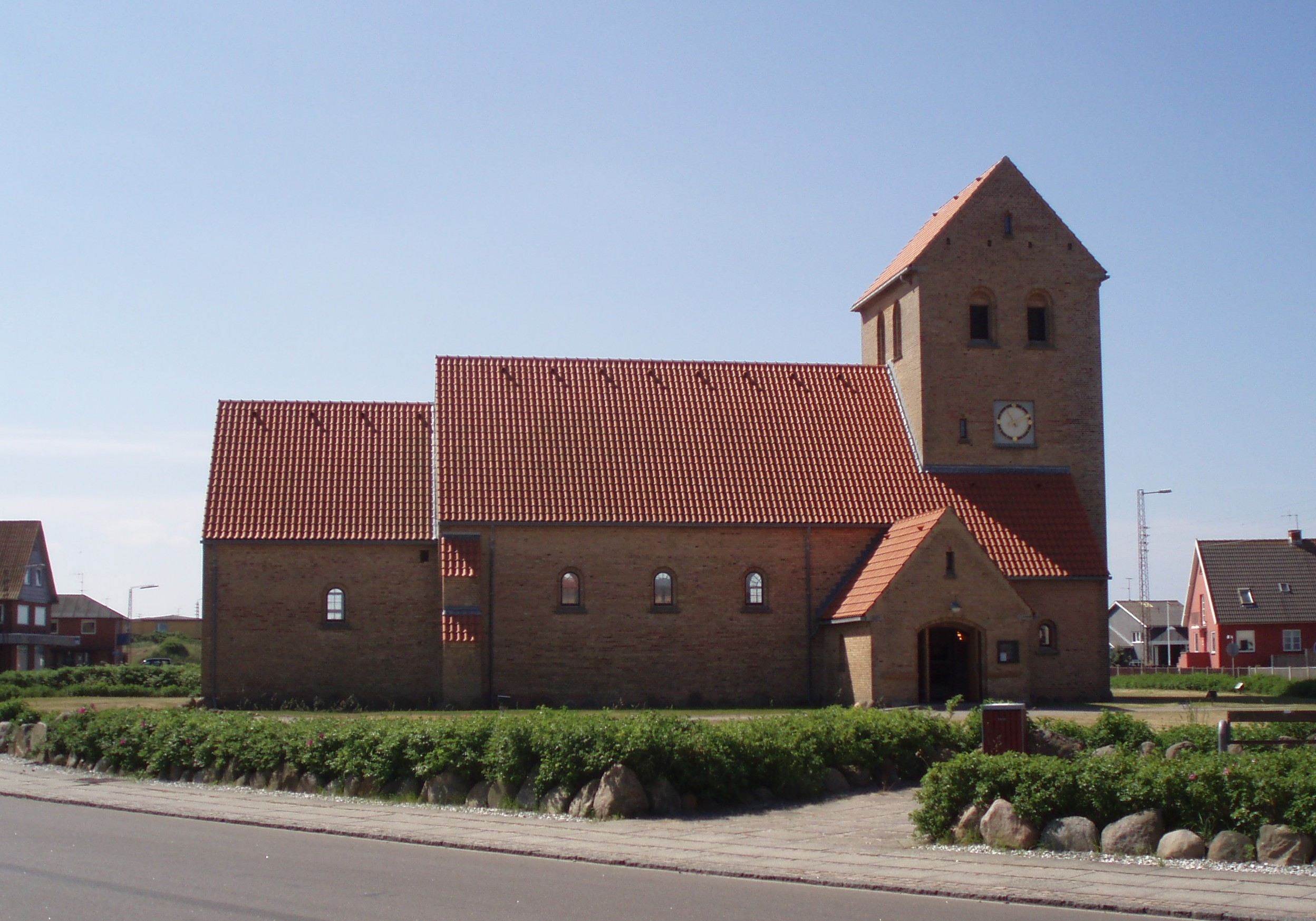
Chiesa di Hvide Sande

La cittadina è stata fondata nel 1931 in occasione dell'apertura del canale gestito tramite due chiuse che congiunge il Mare del Nord con il fiordo di Ringkøbing. Il rapido sviluppo ha subito un rallentamento intorno al 1990 quando sono entrate in vigore le normative che hanno limitato la pesca.
Il canale dispone di due chiuse, una paratoia e una chiusa di drenaggio, all'incirca al centro della fascia di dune del Holmsland Klit. Il sistema è governato da una torre di controllo chiamata Blåtårn, torre blu, situata nei pressi del ponte mobile.

## Monumenti e luoghi di interesse
Le infrastrutture portuali e le industrie legate alla pesca sono situate ad ovest della chiusa mentre ad est si trovano aree commerciali e il Fiskeriets Hus, il museo inaugurato nel 1992 e dedicato alla storia locale e alla pesca che dispone anche di un acquario.
La chiesa dello Spirito Santo (Helligåndskirken) è stata costruita nel 1954 in stile neo-romanico, esempio molto tardo dell'architettura storicista in voga all'inizio del XX secolo.